# 薛进文
薛进文（1956年2月—），山西省大同市阳高县罗文皂镇镇门堡村人。男，汉族。1975年8月参加工作，1981年6月加入中国共产党。南开大学历史系世界历史专业毕业。2002至2016年任南开大学党委书记，被媒体称为“ 南开大学任职最久党委书记”。

## 履历
1975年8月至1978年1月，曾任山西省阳高县教育局干事、山西省浑源师范学校教师。恢复高考第一年，考入南开大学历史系世界历史专业，并在毕业后留校。1982年1月大学毕业后留校工作，先后任历史系政治辅导员、团总支书记，校团委副书记、书记，校学生工作部部长：经济学院党委副书记（正处级）。1992年5月，任天津理工学院党委副书记。1994年3月，任中共天津市委教卫工委副书记。1995年8月，兼任天津市教委副主任。1996年7月，任天津市卫生局党委书记。2002年4月，任中共南开大学党委书记。2016年9月，被免去南开大学党委书记职务。2017年1月，被补选为天津市政协副主席。